# Любомир Цеков (борец)
 Тази статия е за бореца.  За футболиста вижте Любомир Цеков.  
Любомир Тодоров Цеков е български борец, световен вицешампион по борба класически стил, Заслужил майстор на спорта и кмет на град Копривщица в периода от 2007 до 2011 г. Той има свой знак в алеята на славата на „Левски-Спартак“.

## Биография и спортна кариера
Любомир Цеков е роден на 5 август 1957 г. в град Пирдоп. Дванадесет годишен, през 1969 г. започва да тренира борба при треньора Иван Минкин. През годините се състезава в категория 52 кг, за отборите по класическа борба на „Орлин“ – Пирдоп, ЦСКА – София и Левски – Спартак. През 1975 г. постъпва в редовете на Българската народна армия, в спортната рота, в отбора по класическа борба на ЦСКА. Отслужва редовната си наборна военна служба и се уволнява от нея в 1977 г. Старши треньори на отбора е Заслужилия треньор Мишо Ангелов с помощник – треньр Цвятко Пашкулев, също Заслужил треньор. След като се уволнява от армията, отива в отбора по класическа борба на Левски – Спартак с треньори Тодор Матов, старши треньор и Борис Бутраков помощник – треньор. Спортната кариера на Любомир Цеков завършва през 1986 година.
В българския национален отбор по класическа борба, треньори на Любомир Цеков са заслужилите треньори Филип Кривиралчев и Бобе Доросиев.
| 4 място СП – мъже , кат. 52 кг – „ Осло' 1981” – (Норвегия)    |
| 2 място СП – мъже , кат. 52 кг – „Катовице' 1982“ – (Полша)    |
| 3 място СП – мъже , кат. 52 кг – „Киев' 1983“ – (СССР)         |
| 3 място ЕП – мъже , кат. 52 кг – „Оулу' 1978“ – (Финландия)    |
| 3 място ЕП – мъже , кат. 52 кг - „Гьотеборг' 1981” – (Швеция). |

| 1 място – мъже , кат. 52 кг - Международен турнир по класическа борба „Никола Петров“ – 1981             |
| 2 място , мъже , кат. 52 кг - Международен турнир по класическа борба „Иван Подубни“ (СССР) – 1982       |
| 1 място – мъже , кат. 52 кг – Републикански шампионат по класическа борба – 1980, 1981, 1982, 1983, 1984 |

## Кариера в МВР
Любомир Цеков се обучава в различни школи – в Академията на Министерство на вътрешните работи на България – Симеоново, в курсовете по криминалистика. Продължава със специализация в Академията на Федералното бюро за разследване – курс за ръководни кадри. През 1994 година, след провеждане на специализирана полицейска операция и разбиване на престъпна група е ранен тежко. След това е назначен на длъжността началник на отдел Тежки престъпления на Областна дирекция на МВР (ОДМВР) - Софийска област.

## Политическа кариера
През 2007 г. се кандидатира за кмет на Община Копривщица и поради избирането му на този пост, се пенсионира и напуска МВР. След кметуването е общински съветник, председател на Общинския съвет, още един мандат общински съветник и от края на месец май 2020 г. пак е председател на местния парламент, до 2023 г.

## Награди
- Полицай на годината (1994)[3]